# جيم بوميروي
جيم بوميروي (بالإنجليزية: Jim Pomeroy)‏ هو متسابق دراجات نارية أمريكي، ولد في 16 نوفمبر 1952 في سانيسايد في الولايات المتحدة، وتوفي في 6 أغسطس 2006 في Tampico, Washington ‏ في الولايات المتحدة بسبب حادث مرور.